# Lubochnia (gemeente)
De gemeente Lubochnia is een landgemeente in het Poolse woiwodschap Łódź, in powiat Tomaszowski (Mazovië).
De zetel van de gemeente is in Lubochnia.
Op 30 juni 2004 telde de gemeente 7566 inwoners.

## Oppervlakte gegevens
In 2002 bedroeg de totale oppervlakte van gemeente Lubochnia 131,55 km², waarvan:
- agrarisch gebied: 38%
- bossen: 53%

De gemeente beslaat 12,83% van de totale oppervlakte van de powiat.

## Demografie
Stand op 30 juni 2004:
| Omschrijving                   | Totaal | Totaal | Vrouwen | Vrouwen | Mannen | Mannen |
| ------------------------------ | ------ | ------ | ------- | ------- | ------ | ------ |
| eenheid                        | aantal | %      | aantal  | %       | aantal | %      |
| inwoners                       | 7566   | 100    | 3758    | 49,7    | 3808   | 50,3   |
| bevolkingsdichtheid (inw./km²) | 57,5   | 57,5   | 28,6    | 28,6    | 28,9   | 28,9   |

In 2002 bedroeg het gemiddelde inkomen per inwoner 1271,87 zł.

## Plaatsen

### Administratieve plaatsen (sołecko)
- 1. Brenica - 447
- 2. Dębniak - 124
- 3. Dąbrowa - 194
- 4. Emilianów - 215
- 5. Glinnik - 528
- 6. Henryków - 135
- 7. Jasień - 247
- 8. Kochanów - 87
- 9. Lubochenek - 167
- 10. Lubochnia - 684
- 11. Lubochnia-Górki - 516
- 12. Lubochnia Dworska - 343
- 13. Luboszewy - 694
- 14. Marianka - 141
- 15. Małecz - 490
- 16. Nowy Glinnik - 115
- 17. Nowy Jasień- 281
- 18. Nowy Olszowiec - 307
- 19. Olszowiec - 377
- 20. Tarnówska Wola 321

### Overige plaatsen
- Albertów
- Chrzemce
- Cygan
- Czółna
- Kierz
- Kruszewiec
- Rzekietka

## Aangrenzende gemeenten
Budziszewice, Czerniewice, Inowłódz, Tomaszów Mazowiecki, Tomaszów Mazowiecki, Ujazd